# Glomeris annulata
Glomeris annulata är en mångfotingart som beskrevs av Brandt 1833. Glomeris annulata ingår i släktet Glomeris och familjen klotdubbelfotingar. Inga underarter finns listade i Catalogue of Life.